# Voto proporcional no Brasil
O voto proporcional no Brasil é adotado nos pleitos para deputados federais, deputados estaduais/distritais e vereadores. Enquanto que o voto majoritário é adotado nos pleitos para presidentes, governadores, senadores e prefeitos, e seus respectivos vices.
O Código Eleitoral, Lei 4.737 de 15.07.1965, Parte Quarta, Título I, Capítulo IV (art 105 a 113) legisla sobre a Representação Proporcional.
Resumidamente, a representação proporcional funciona assim: tem-se uma bancada com um número determinado de vagas. Apura-se quantos votos cada partido teve e são atribuídas cadeiras a esses partidos proporcionalmente aos seus votos (quociente partidário). Em cada legenda partidária, serão eleitos os candidatos mais votados até que se preencha o número de cadeiras obtidas.
O artigo 109 versa sobre os lugares não preenchidos com a aplicação dos quocientes partidários. Em seu parágrafo segundo, só poderão concorrer à distribuição dos lugares os partidos que obtiveram o quociente eleitoral (razão do total de votos válidos pelo número de vagas).
As consequências do sistema proporcional sobre a "realidade" dos votos se comparado à conta em método majoritário são efeitos residuais e pouco relevantes, quando analisadas as eleições proporcionais brasileiras de 2008 a 2014. Assim, o fenômeno dos puxadores de voto produzem baixo impacto nos resultados, entre 8% e 13% no período analisado.